# アファナシェヴォ文化
アファナシェヴォ文化（アファナシェヴォぶんか、英: Afanasevo culture）は、紀元前3500年から2500年頃、中央アジア北東部からシベリア南部にかけて栄えた文化で、銅器時代後期ないし青銅器時代前期に当たる。シベリア・ミヌシンスク盆地のアファナシェヴォで最初に発掘調査されたが、現在のモンゴル西部、新疆ウイグル自治区北部、カザフスタン中東部にまで広がっていた。さらにタジキスタン・アラル海方面の文化も関連があるとされる。

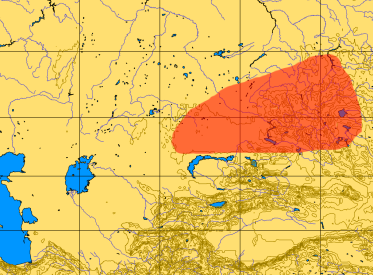
アファナシェヴォ文化の領域

生活様式は半遊牧的牧畜と考えられる。牛、羊または山羊、馬を飼育したが、野生動物の狩猟も行ったようであり、ともに出土する例が多い。葬制に特徴があり、墓槨は円錐形または矩形、多くは仰臥位に埋葬されて赤土がかけられ、環状列石が立てられた。集落遺跡も多数発見され、金属製品と車が発見されている。
人種的にはコーカソイドであり、葬制には西方ポンティック・ステップ地帯のヤムナ文化（竪穴墓文化）などとの類似点が多い。ギンブタスによって提唱されたクルガン仮説（ヤムナ文化をクルガンIV期とする）によれば、これらは原印欧民族あるいはその後継者によるものとされる。アファナシェヴォ文化が印欧語族によるものとすれば、その中で非常に古い時代に最も北東に位置した民族ということになる。
以上に関連して、トカラ語派（紀元後まで南方のタリム盆地などで話され文字に書かれた）の源流であるとする説も有力である。これについては、紀元前1800年頃のタリム盆地における葬制（「楼蘭の美女」などのミイラで有名）や、家畜と野生動物の骨がともに出土するなどの共通点が指摘されているが、直接的には証明されていない。
アファナシェヴォ文化の後、南シベリアではモンゴロイドを主体とするオクネフ文化が続く。さらに西方の南ウラル方面に現れたアンドロノヴォ文化（インド・イラン語派に関係があるとする説が有力）がこの地域にまで広がる。

## 遺伝学

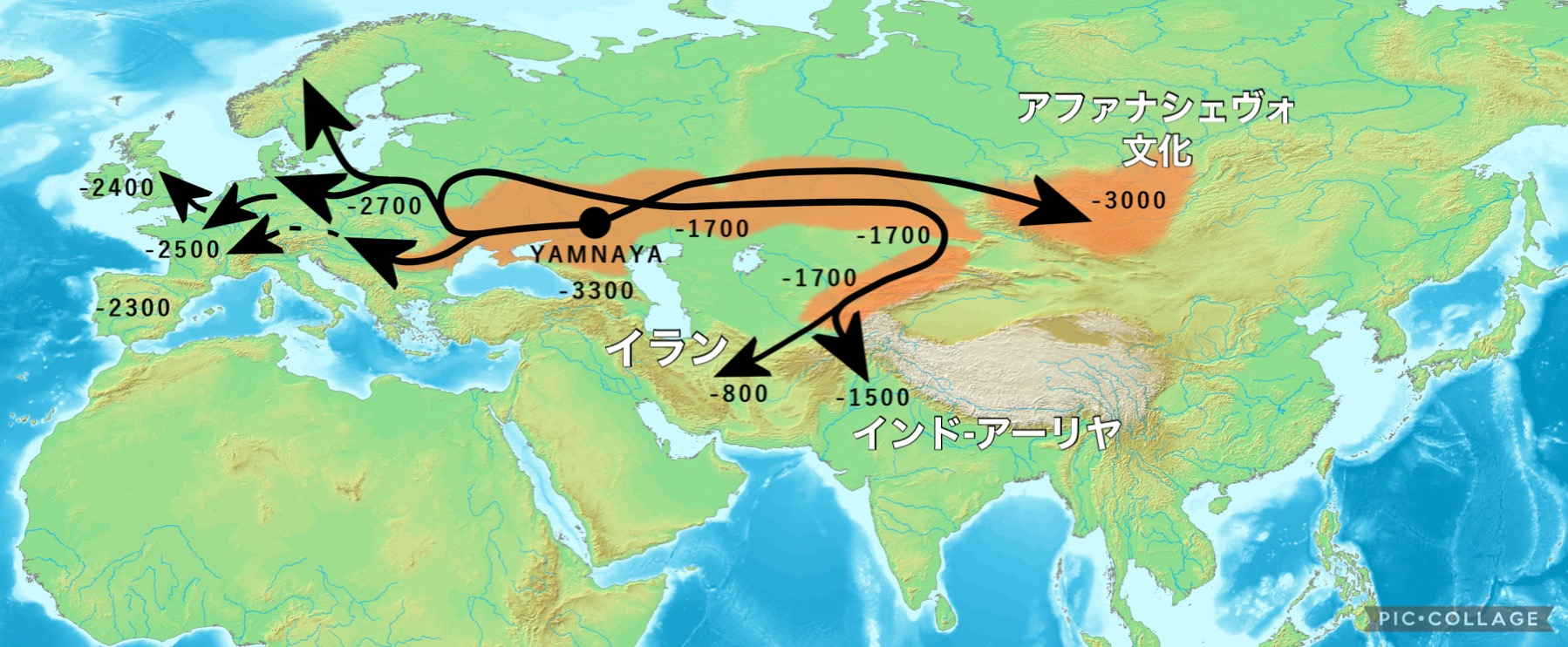
ヤムナヤ文化に関連する移民の流れ, Anthony(2007), 2017; Narasimhanら (2019); Nordqvist and Heyd (2020)による:
- 紀元前 3000 年: アファナシェヴォ文化を開始する最初の東方向への移住、おそらく 原トカラ語。
- 紀元前 2900 年: 縄目文土器文化 を運ぶ北西方向の移住、鐘状ビーカー文化 に変化。Anthonyによれば、カルパティアの西からヤムナヤとしてハンガリーに西方に移動し、鐘状ビーカー文化 に変化し、おそらく インド・ケルトの祖先であると考えられています (議論あり)。
- 紀元前 2700 年: 縄目文土器文化としてカルパティア山脈の東から始まった 2 回目の東方向への移動。ファチャノヴォ-バラノヴァ (紀元前 2800 年) → アバシェヴォ (紀元前 2200 年)→ に変化シンタシュタ (紀元前2100-1900年) → アンドロノヴォ (紀元前1900-1700年) → インド・アーリア人。

アファナシェヴォ個体の完全なゲノム分析により、彼らはポントス・カスピ海草原のヤムナヤ個体群に遺伝的に非常に近かったことが示された。アファナシエボとヤムナヤの個体群は、地理的にこの2つの個体群の間に位置するグループよりも、相互によく似ていた (アファナシェボのサンプルとは異なり、シベリア東部の狩猟採集民からの祖先が多く含まれていた)。これは、アファナシェヴォ文化がユーラシア西部草原からの移住を介してアルタイ地域にもたらされたことを示しており、この移住は地元住民との混合がほとんどなかった。
アルタイ山脈から、草原由来のアファナシェヴォの祖先は東にモンゴルに、南に新疆に広がった。アファナシェヴォのヤムナヤ関連の系統と祖先は、青銅器時代の過程でアルタイ地方とモンゴルで姿を消し、西から到来するシンタシュタ文化の移住集団に取って代わられた。ズンガリアではアファナシェヴォ関連の祖先が少なくとも紀元前1千年紀後半まで存続した。

### 父系ハプログループ
ヤムナヤとアファナシェボの集団の遺伝的近さは、片親のハプログループ、特に Y 染色体ハプログループ R1b の優位性にも反映されている。

### 母系ハプログループ
2018年の研究では、7人のアファナシエボ標本の母親のハプログループが分析された。 71%は西ユーラシアの母性ハプログループU、H、Rに属し、28.5%は東ユーラシアの母性ハプログループCに属した。

## 他の文化との関連性

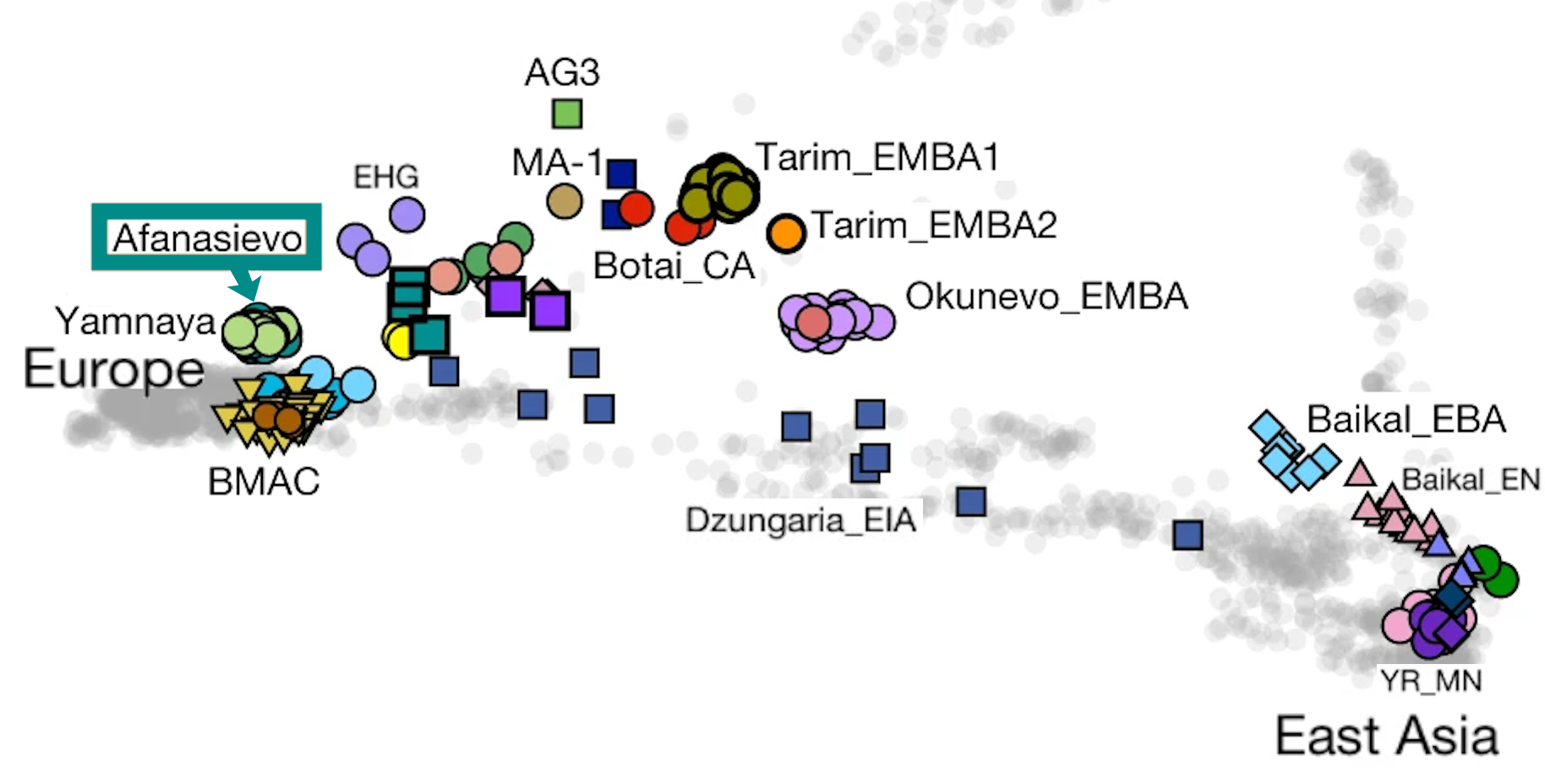
アファナシェヴォ文化の遺伝的近似 古代 (色付き)および現代(灰色)の集団。主成分分析（詳細）

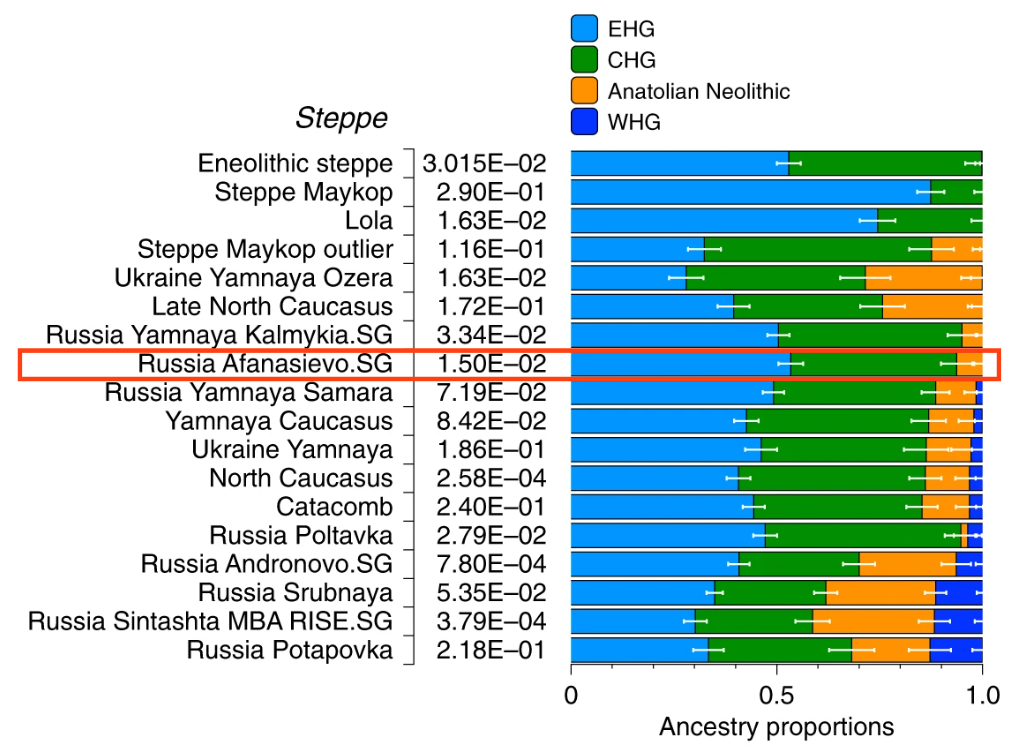
アファナシェボ文化人集団の混血比率。 東ヨーロッパ狩猟採集民 (EHG), コーカサス狩猟採集民 (CHG) およひアナトリア新石器時代人 を祖先とする混血である.

遺伝子研究により、アファナシェヴォとその後のシベリア起源のオクネヴォ文化の間には不連続性があり、またアファナシェヴォとタリム盆地で発見されたミイラの間には遺伝的差異があることが証明されている。2021年に発表されたゲノム研究では、タリム盆地最古の文化（タリム盆地のミイラ、年代はc. 紀元前2000年）の集団には高レベルの古代北ユーラシアの祖先があり、アファナシェボ住民との関係はなかった。
多くの学者が、アファナシェヴォ文化が中国への冶金の導入に関与している可能性があると示唆している。特に、アファナシェヴォ文化と馬家屋文化および斉家文化との接触が、青銅技術の伝達と関連があったと考えられている 
アファナシェヴォ文化には、初期の盤坡文化 (紀元前 4000 年頃) からの文化的借用も示されている可能性があり、アファナシェヴォ文化やエニセイ中期地域のその他の文化複合体に対する極東、特に新石器時代の中国からの影響が示唆されている。。